# دورتشستر (نيوهامشير)
دورتشستر (بالإنجليزية: Dorchester, New Hampshire)‏ هي معلم جغرافي تقع في الولايات المتحدة في مقاطعة غرافتون (نيوهامشير). يقدر عدد سكانها بـ 355 نسمة ومساحتها 117.2 كم2 وترتفع عن سطح البحر 424 متر.